# كيم جي هون (ملاكم)
كيم جي هون (هانغل: 김지훈) مواليد 17 يناير 1987 في غويانغ، هو ملاكم محترف كوري جنوبي يصنف ضمن فئة وزن الوسط.

## إحصائيات
خاض خلال مسيرته 34 نزالا، فاز في 25 ولم يتعادل وخسر في 9. فاز بالضربة القاضية في 19 نزالا.

## روابط خارجية
- كيم جي هون على موقع بوكس ريك (الإنجليزية) (registration required)